# 1 000 kilomètres de Fuji 1987 (JSPC)
Navigation
Édition précédente Édition suivante
Les 1 000 kilomètres de Fuji 1987 (officiellement appelé les 1988 All Japan Fuji 1000 Kilometres), disputées le 3 mai 1987 sur le Fuji Speedway, ont été la deuxième manche du Championnat du Japon de sport-prototypes 1987.

## La course

### Classement de la course
Voici le classement officiel au terme de la course,.
- Les premiers de chaque catégorie du championnat du monde sont signalés par un fond jaune.
- Pour la colonne Pneus, il faut passer le curseur au-dessus du modèle pour connaître le manufacturier de pneumatiques.
- Les voitures ne réussissant pas à parcourir 75% de la distance du gagnant sont non classées (NC).

| Pos  | Classe | no  | Écurie                   | Pilotes                                            | Châssis                             | Pneus | Tours | Temps                 |
| Pos  | Classe | no  | Écurie                   | Pilotes                                            | Moteur                              | Pneus | Tours | Temps                 |
| ---- | ------ | --- | ------------------------ | -------------------------------------------------- | ----------------------------------- | ----- | ----- | --------------------- |
| 1    | LD 1   | 36  | Toyota Team TOM’s        | Geoff Lees Alan Jones Masanori Sekiya              | Toyota 87C                          | B     | 226   | 6 h 00 min 16 s 855   |
| 1    | LD 1   | 36  | Toyota Team TOM’s        | Geoff Lees Alan Jones Masanori Sekiya              | Toyota 3S-GTM 2,1 l I4 Turbo        | B     | 226   | 6 h 00 min 16 s 855   |
| 2    | LD 1   | 100 | Trust Racing Team        | Vern Schuppan Keiichi Suzuki                       | Porsche 962C                        | D     | 221   | + 5 tours             |
| 2    | LD 1   | 100 | Trust Racing Team        | Vern Schuppan Keiichi Suzuki                       | Porsche Type-935 2,8 l Flat-6 Turbo | D     | 221   | + 5 tours             |
| 3    | LD 1   | 1   | Advan Alpha Nova         | Kunimitsu Takahashi Kenny Acheson Kazuo Mogi       | Porsche 962C                        | Y     | 221   | + 5 tours             |
| 3    | LD 1   | 1   | Advan Alpha Nova         | Kunimitsu Takahashi Kenny Acheson Kazuo Mogi       | Porsche Type-935 2,8 l Flat-6 Turbo | Y     | 221   | + 5 tours             |
| 4    | LD 1   | 202 | Mazdaspeed               | Takashi Yorino David Kennedy                       | Mazda 757                           | D     | 215   | + 11 tours            |
| 4    | LD 1   | 202 | Mazdaspeed               | Takashi Yorino David Kennedy                       | Mazda 13G 2,0 l 3-Rotor             | D     | 215   | + 11 tours            |
| 5    | LD 1   | 27  | FromA Racing             | Hideki Okada John Nielsen                          | Porsche 962C                        | B     | 212   | + 14 tours            |
| 5    | LD 1   | 27  | FromA Racing             | Hideki Okada John Nielsen                          | Porsche Type-935 2,8 l Flat-6 Turbo | B     | 212   | + 14 tours            |
| 6    | LD 1   | 16  | Leyton House Racing Team | Kris Nissen Volker Weidler                         | Porsche 962CK6                      | B     | 211   | + 15 tours            |
| 6    | LD 1   | 16  | Leyton House Racing Team | Kris Nissen Volker Weidler                         | Porsche Type-935 2,8 l Flat-6 Turbo | B     | 211   | + 15 tours            |
| 7    | LD 1   | 7   | Best House Racing Team   | Osamu Nakako Maurizio Sandro Sala                  | LM 07                               | Y     | 210   | + 16 tours            |
| 7    | LD 1   | 7   | Best House Racing Team   | Osamu Nakako Maurizio Sandro Sala                  | Toyota 3S-GTM 2,1 l I4 Turbo        | Y     | 210   | + 16 tours            |
| 8    | LD 1   | 23  | Hoshino Racing           | Kazuyoshi Hoshino Kenji Takahashi (de)             | Nissan R86V                         | B     | 208   | + 18 tours            |
| 8    | LD 1   | 23  | Hoshino Racing           | Kazuyoshi Hoshino Kenji Takahashi (de)             | Nissan VG30ET 3,0 l V6 Turbo        | B     | 208   | + 18 tours            |
| 9    | LD 3   | 74  | Fam Speed                | Terumitsu Fujieda Zenkichi Maruko Atsushi Hayakawa | Maxim 61S                           | D     | 190   | + 36 tours            |
| 9    | LD 3   | 74  | Fam Speed                | Terumitsu Fujieda Zenkichi Maruko Atsushi Hayakawa | Mazda                               | D     | 190   | + 36 tours            |
| 10   | LD 3   | 55  | Mazda Auto Nishi Tokyo   | Shigeru Miura Kinji Suzuki                         | Mazda RX-7                          | D     | 185   | + 41 tours            |
| 10   | LD 3   | 55  | Mazda Auto Nishi Tokyo   | Shigeru Miura Kinji Suzuki                         | Mazda                               | D     | 185   | + 41 tours            |
| 11   | LD 3   | 30  | Mazda Sport Car Club     | Iwao Sugai Hiroshi Sugai                           | Mazda RX-7                          | D     | 179   | + 47 tours            |
| 11   | LD 3   | 30  | Mazda Sport Car Club     | Iwao Sugai Hiroshi Sugai                           | Mazda                               | D     | 179   | + 47 tours            |
| 12   | LD 2   | 85  | Shizumatsu Racing        | Tetsuji Shiratori Kaneyuki Okamoto                 | Mazda 737C                          | D     | 178   | + 48 tours            |
| 12   | LD 2   | 85  | Shizumatsu Racing        | Tetsuji Shiratori Kaneyuki Okamoto                 | Mazda 13B 1,3 l 2-Rotor             | D     | 178   | + 48 tours            |
| 13   | LD 3   | 71  | Tomei Jidousha           | Yoshiyuki Jitsukawa Shin'ya Nishizawa Tuue Niibori | Nissan Sunny                        | D     | 158   | + 68 tours            |
| 13   | LD 3   | 71  | Tomei Jidousha           | Yoshiyuki Jitsukawa Shin'ya Nishizawa Tuue Niibori | Nissan                              | D     | 158   | + 68 tours            |
| NC   | LD 3   | 72  |                          | Yuu Konishi Masami Shirai Syunji Abe               | Mazda RX-7                          | Y     | 154   | + 72 tours            |
| NC   | LD 3   | 72  | Mazda                    | Yuu Konishi Masami Shirai Syunji Abe               |                                     | Y     | 154   | + 72 tours            |
| NC   | LD 3   | 73  | Mazda Auto Tokyo         | Toshihiko Nogami Hideyuki Tamamoto                 | West 85S                            | D     | 120   | + 106 tours           |
| NC   | LD 3   | 73  | Mazda Auto Tokyo         | Toshihiko Nogami Hideyuki Tamamoto                 | Mazda                               | D     | 120   | + 106 tours           |
| Abd. | LD 1   | 50  | SARD                     | Syuuroku Sasaki David Sears (en)                   | SARD MC87S                          | D     | 117   | Différentiel          |
| Abd. | LD 1   | 50  | SARD                     | Syuuroku Sasaki David Sears (en)                   | Toyota 3S-GTM 2,1 l I4 Turbo        | D     | 117   | Différentiel          |
| Abd. | LD 2   | 70  | Batsu Racing Team        | Seiichi Sodeyama Syuuji Fujii                      | MCS Guppy                           | D     | 112   | Transmission          |
| Abd. | LD 2   | 70  | Batsu Racing Team        | Seiichi Sodeyama Syuuji Fujii                      | Mazda 13B 1,3 l 2-Rotor             | D     | 112   | Transmission          |
| Abd. | LD 1   | 2   | Alpha Cubic Racing Team  | Chiyomi Totani Naoki Nagasaka Hitoshi Ogawa        | Porsche 962C                        | B     | 107   | Pompe a essence       |
| Abd. | LD 1   | 2   | Alpha Cubic Racing Team  | Chiyomi Totani Naoki Nagasaka Hitoshi Ogawa        | Porsche Type-935 2,8 l Flat-6 Turbo | B     | 107   | Pompe a essence       |
| Abd. | LD 1   | 32  | Hasemi Motorsport        | Aguri Suzuki Masahiro Hasemi                       | Nissan R87E                         | D     | 36    | Moteur                |
| Abd. | LD 1   | 32  | Hasemi Motorsport        | Aguri Suzuki Masahiro Hasemi                       | Nissan VEJ30 3,0 l V8 Turbo         | D     | 36    | Moteur                |
| Abd. | LD 1   | 201 | Mazdaspeed               | Yoshimi Katayama Pierre Dieudonné Yojiro Terada    | Mazda 757                           | D     | 13    | Problèmes électriques |
| Abd. | LD 1   | 201 | Mazdaspeed               | Yoshimi Katayama Pierre Dieudonné Yojiro Terada    | Mazda 13G 2,0 l 3-Rotor             | D     | 13    | Problèmes électriques |
| Abd. | LD 1   | 38  | Dome Motorsport          | Eje Elgh Ross Cheever                              | Dome 87C                            | D     | 11    | ?                     |
| Abd. | LD 1   | 38  | Dome Motorsport          | Eje Elgh Ross Cheever                              | Toyota 3S-GTM 2,1 l I4 Turbo        | D     | 11    | ?                     |
| Abd. | LD 1   | 8   | Person’s Racing Team     | Takao Wada Anders Olofsson                         | Nissan R86V                         | Y     | 1     | Suspension            |
| Abd. | LD 1   | 8   | Person’s Racing Team     | Takao Wada Anders Olofsson                         | Nissan VG30ET 3,0 l V6 Turbo        | Y     | 1     | Suspension            |
| Abd. | LD 1   | 3   | Auto Beaurex Motorsport  | Will Hoy Kaoru Hoshino                             | Tom's 86C                           | D     | 0     | Accident              |
| Abd. | LD 1   | 3   | Auto Beaurex Motorsport  | Will Hoy Kaoru Hoshino                             | Toyota 3S-GTM 2,1 l I4 Turbo        | D     | 0     | Accident              |
| Np.  | LD 1   | 37  | Toyota Team TOM’s        | Geoff Lees Masanori Sekiya                         | Toyota 87C                          | B     | -     | Retrait               |
| Np.  | LD 1   | 37  | Toyota Team TOM’s        | Geoff Lees Masanori Sekiya                         | Toyota 3S-GTM 2,1 l I4 Turbo        | B     | -     | Retrait               |

## Pole position et record du tour
- Pole position :  Aguri Suzuki /  Masahiro Hasemi (#32 Hasemi Motorsport) en 1 min 15 s 450
- Meilleur tour en course : ...

## À noter
- Longueur du circuit : 4,410 km
- Distance parcourue par les vainqueurs : 1 003,666 km